# 音羽山部屋
音羽山部屋，是日本相撲協會所屬的相撲部屋，屬時津風一門，所在地是東京都墨田區。
值得一提的是，本部屋的招牌是由負責發表今年的漢字的京都清水寺住持森清範書寫，而清水寺的全名是音羽山清水寺。

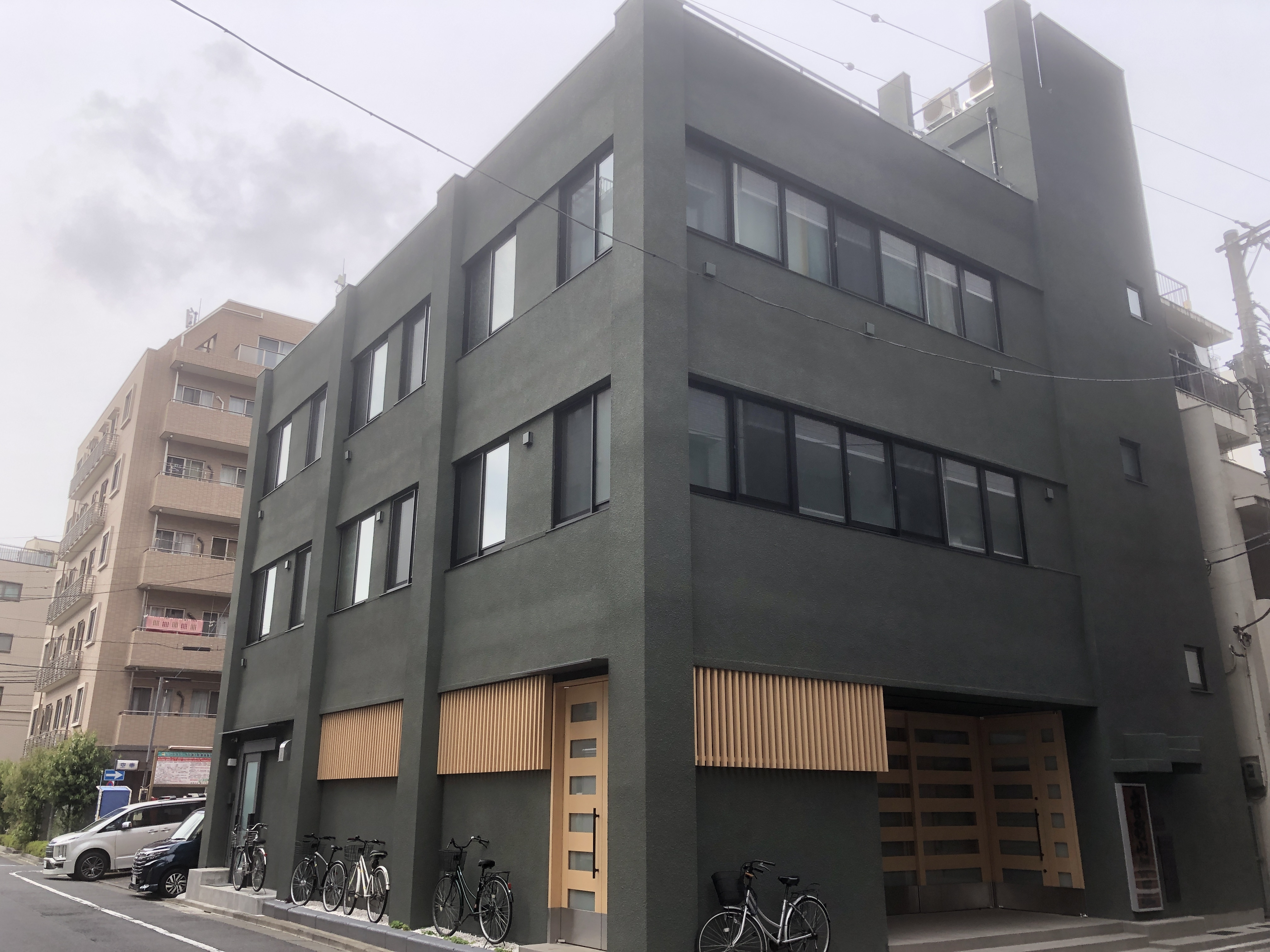

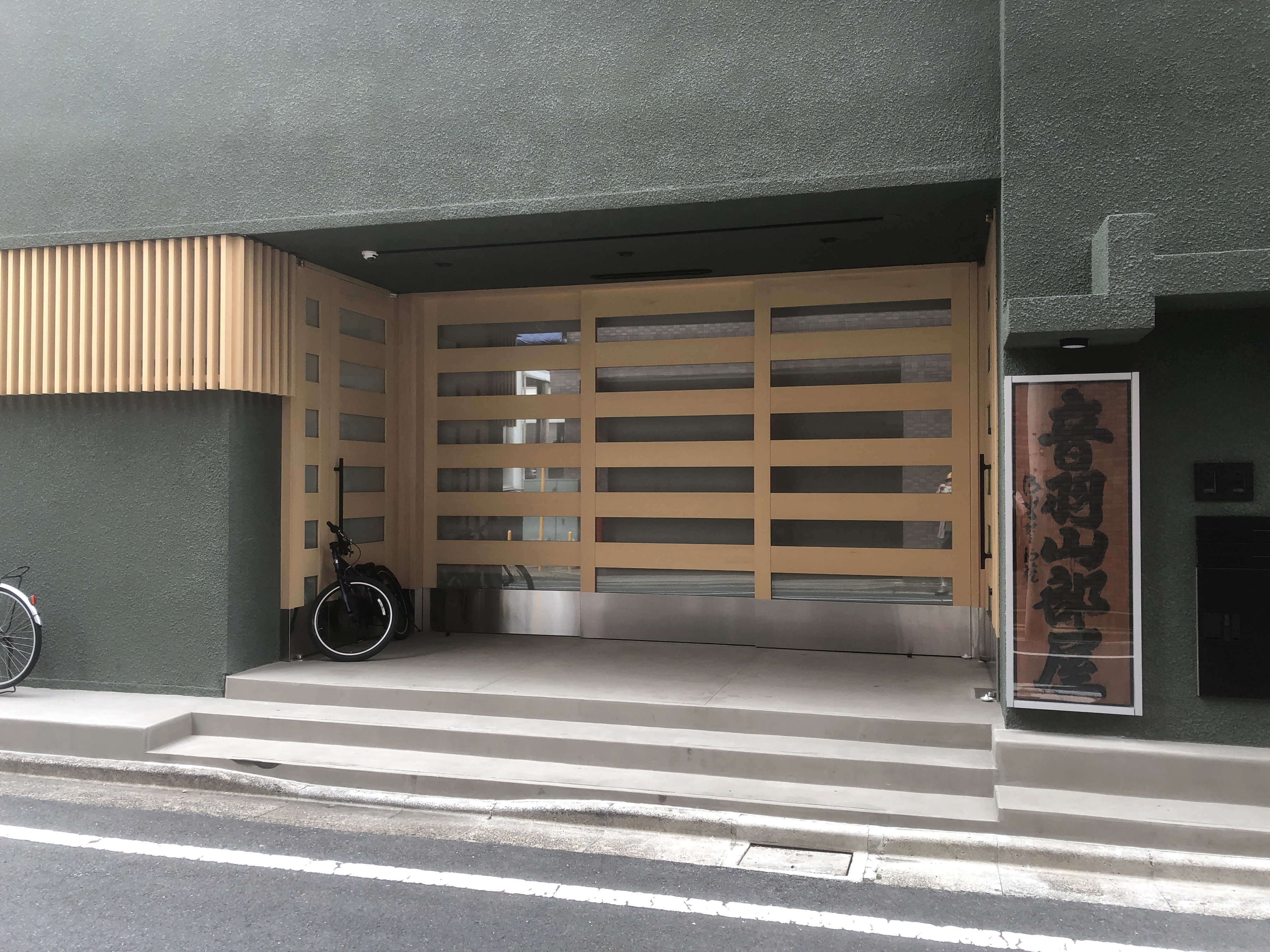

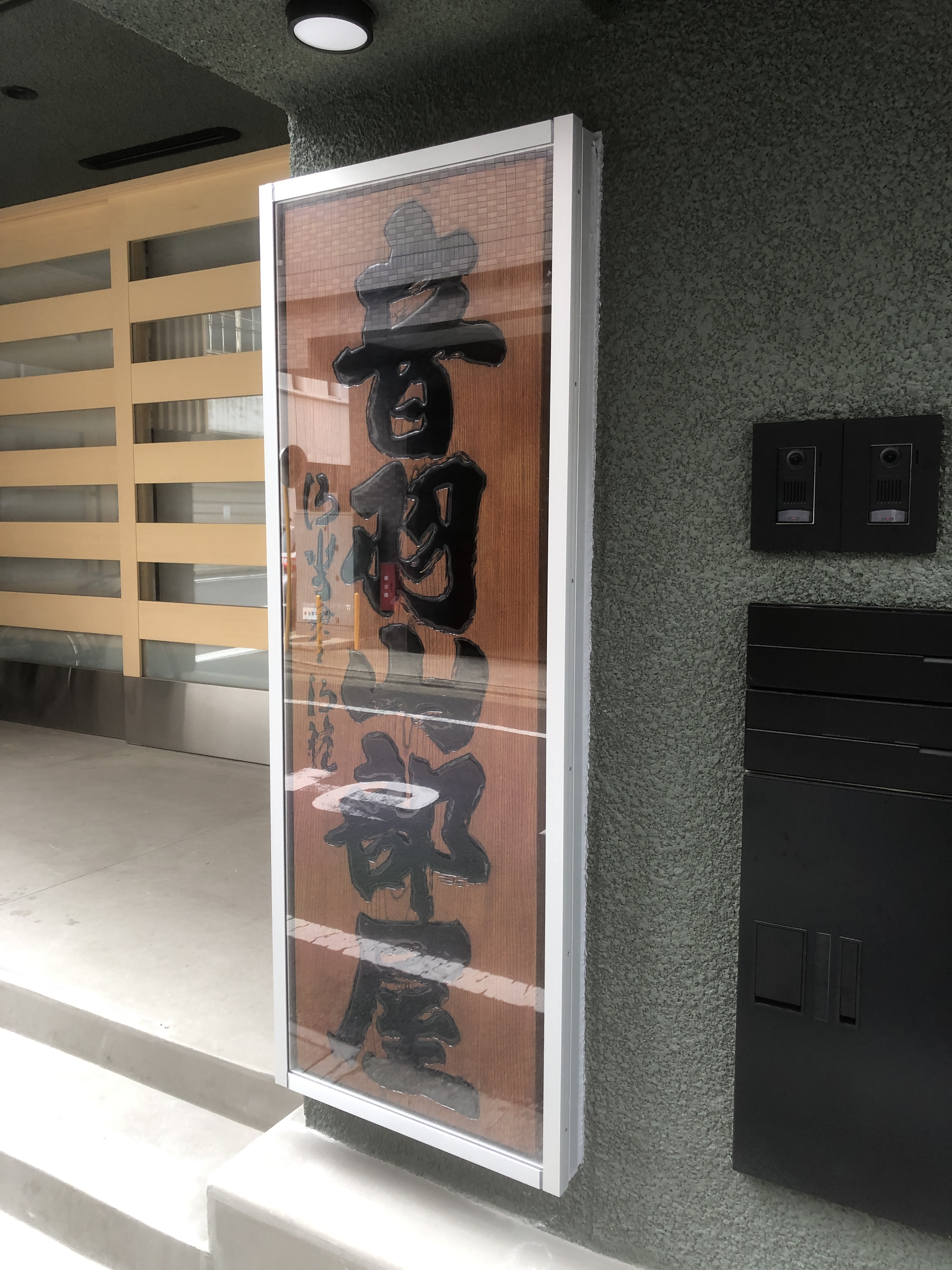

## 沿革
原井筒部屋所屬的第71代横綱鶴龍力三郎、在2019年（令和元年）9月師匠15代井筒（元関脇逆鉾昭廣）因腠腺癌死去、轉屬同門陸奥部屋、2021年（令和3年）3月場所中引退。
現役引退後以四股名留在部屋指導後輩，2023年（令和5年）12月27日襲名24代音羽山、連同原陸奥部屋力士2人與床山1人獨立、成立音羽山部屋。2024年4月2日、陸奧部屋關閉後，原陸奧親方和大關霧島鐵力等6人移籍新部屋。